# Švédská lidová strana
Švédská lidová strana ve Finsku (švédsky Svenska folkpartiet i Finland (SFP), finsky Suomen ruotsalainen kansanpuolue (RKP)) je ve Finsku působící strana, která má zastupovat zájmy místní švédské menšiny. Její program obsahuje vedle témat ochrany menšinového švédského jazyka také sociálně liberální prvky.
Díky své pozici ve středu spektra a všeobecné akceptaci práv švédské menšiny má tato strana veliký koaliční potenciál a podílela se na většině předválečných i poválečných finských vlád. V minulosti měla volební podpora tendenci k pozvolnému poklesu, který byl způsobený hlavně úbytkem lidí patřících ke švédské menšině. Zhruba od konce 60. let 20. století se podpora strany v hlavních volbách ustálila na úrovni mezi čtyřmi až pěti procenty.
Strana je pro zachování dvou oficiálních jazyků – finštiny i švédštiny. Vedle práv minorit však hájí také práva dalších minoritních skupin jako jsou menšiny náboženské a sexuální. Dále také deklaruje svoji podporu práv handicapovaných. V ekonomice zaujímá středovou pozici, když na jedné straně obhajuje ekonomiku založenou na ekonomické iniciativě, ale na straně druhé zdůrazňuje důležitost sociálního státu.
Je to stranu proevropská, která navíc prosazuje užší spolupráci s NATO.